# 정복
정복(征服)은 전쟁에서 한 나라가 다른 나라의 영토를 무력으로 완전히 점령하여 획득하는 것을 의미한다.
정복은 무력으로 적을 정복하는 행위이다. 군사 역사는 정복의 많은 예를 제공한다: 영국의 로마 정복, 아프가니스탄과 인도 아대륙의 광활한 지역에 대한 마우리아의 정복, 아즈텍 제국의 스페인 정복 및 다양한 무슬림 정복 등이 있다.
노르만족의 영국 정복이 그 예를 제공한다. 그것은 문화적 유대를 기반으로 하여 잉글랜드 왕국을 노르만족의 지배 아래로 예속시켰고 1066년에 정복자 윌리엄을 영국 왕좌에 앉혔다.
정복은 어떤 면에서 식민주의와 연결될 수 있다. 예를 들어 영국은 앵글로색슨, 바이킹, 프랑코-노르만 식민화와 정복의 단계와 지역을 경험했다.

## 같이 보기
- 점령
- 병합